# Helen O'Connell
Helen O'Connell (Lima (Ohio), 23 mei 1920 - San Diego (Californië), 9 september 1993) was een Amerikaanse zangeres, actrice en presentatrice. Ze had met name bekendheid als zangeres van bigbandmuziek in de jaren '40.
O'Connell is geboren Lima en groeide op in Toledo, beiden in de Amerikaanse staat Ohio. O'Connells carrière begon als bigbandzangeres bij de band van Larry Funk in Greenwich Village waar de manager van Jimmy Dorsey haar ontdekte. In 1939 trad O'Connell toe tot Dorsey's band en behaalde begin jaren veertig haar bestverkochte platen met nummers als "Green Eyes",  "Amapola", "Tangerine" en "Yours". In elk van deze nummers met Latijnse invloeden zong Bob Eberly het nummer dat Helen vervolgens zong in een uptempo arrangement. O'Connell werd in 1940 en 1941 door lezers van het muziektijdschrift DownBeat verkozen tot beste zangeres en hetzelfde gebeurde in 1940 bij het tijdschrift Metronome. 
Toen O'Connell in 1943 in het huwelijksbootje stapte, trok ze zich terug uit de showbusiness. Na haar scheiding in 1951 hervatte ze haar carrière, waarbij ze regelmatig op televisie verscheen. In 1953 traden O'Connell en Bob Eberly regelmatig op in TV's Top Tunes. O'Connell was ook de vaste zanger van The Russ Morgan Show op CBS TV in 1956. In 1957 had ze twee keer per week haar eigen programma, The Helen O'Connell Show, bij de zender NBC. Van 1956 tot 1958 was ze ook vaste muzikale gast bij NBC 's The Today Show.
O'Connell was van 1972 tot 1980 mede-presentatrice van de Miss USA- en Miss Universe-verkiezingen en werd hiervoor in 1976 genomineerd voor een Emmy Award. O'Connell zong duetten met Bing Crosby, Johnny Mercer en Dean Martin. Het duet "How do you like your eggs in the morning?" met Dean Martin was de vaste openingstune van het radiohoorspel Koek & ei. O'Connell's opname uit 1942 van Aquarela do Brasil met het orkest van Jimmy Dorsey werd in 2009 toegevoegd aan de Grammy Hall of Fame.
O'Connell heeft meerdere huwelijken gehad en had vier dochters. Op 9 september 1993 overleed ze aan de gevolgen van kanker.

## NPO Radio 2 Top 2000
| Nummer met noteringen in de NPO Radio 2 Top 2000         | '99  | '00 | '01  |
| -------------------------------------------------------- | ---- | --- | ---- |
| How D'Ya Like Your Eggs in the Morning (met Dean Martin) | 1649 | -   | 1941 |

1. ↑  Een '-' betekent dat het nummer niet was genoteerd en een vetgedrukt getal geeft de hoogste notering aan.
2. ↑  Deze tabel is bijgewerkt tot en met de laatste editie (2024).